# Toshikazu Yamanishi
Toshikazu Yamanishi (Nagaokakyo, 15 de fevereiro de 1996)  é um atleta japonês especializado na marcha atlética, atual recordista mundial da marcha de 20 km. Foi campeão mundial desta modalidade em Doha 2019 e conquistou uma medalha de bronze olímpica em Tóquio 2020 na mesma prova. Em Eugene 2022, conseguiu seu segundo título mundial vencendo a prova em 1:19:07.
Yamanashi estabeleceu um novo recorde mundial de 1:16:10 para distância durante a disputa do Campeonato Japonês de Marcha Atlética realizado em Kobe, Japão, em 16 de fevereiro de 2025.